# 2002

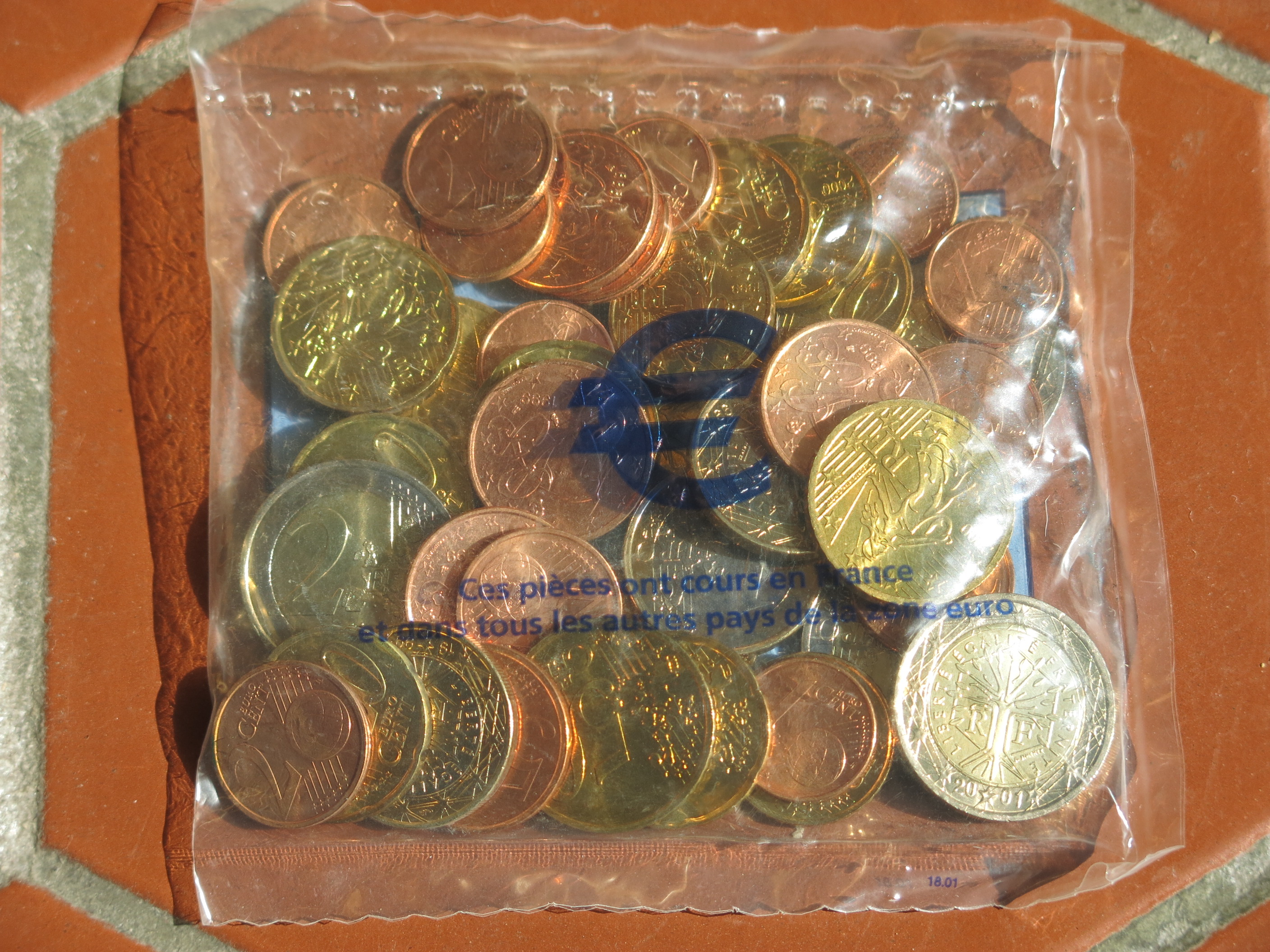
Starter kit della nuova moneta unica europea: l'euro

Il 2002 (MMII in numeri romani) è un anno  del XXI secolo.

## Eventi
- Anno internazionale delle montagne

### Gennaio
- 1º gennaio
  - Europa: nei 12 paesi facenti parte dell'Unione economica e monetaria (UEM)[1] entrano legalmente in circolazione monete e banconote in Euro. Vi è un breve periodo (di durata variabile da paese a paese) di doppia circolazione dell'Euro e delle vecchie valute nazionali.
  - Argentina: Eduardo Duhalde è eletto presidente. È il quinto presidente in meno di due settimane.
- 2 gennaio – l'Argentina annuncia il default verso i suoi creditori: i bond sono in bancarotta.
- 6 gennaio – Argentina: il Senato approva la legge che stabilisce la fine, iniziata nel 1991, della parità fissa 1 a 1 tra peso argentino e dollaro statunitense.
- 11 gennaio – Afghanistan: i primi gruppi di prigionieri (talebani e sospetti membri di al-Qāʿida), giungono nella base della marina USA a Guantanamo, sull'isola di Cuba, dove è allestito uno speciale campo di detenzione fuori dalla giurisdizione dei tribunali federali americani. Si apre la questione umanitaria e legale del loro trattamento.
- 15 gennaio – Afghanistan: arriva a Bagram il primo gruppo di soldati del contingente italiano della missione internazionale di pace.
- 16 gennaio – maxi tamponamento sulla A22, tra Rolo e Reggiolo, causato dalla nebbia. Coinvolti 250 veicoli, 5 morti.
- 17 gennaio – Congo: il monte Nyiragongo erutta, creando 400.000 sfollati.
- 18 gennaio – Sierra Leone: il governo e i ribelli, dopo dieci anni, pongono fine alla guerra civile costata 50.000 morti.
- 20 gennaio – alla Conferenza di Tokyo sulla ricostruzione dell'Afghanistan partecipano 60 Paesi e 22 organismi internazionali.
- 23 gennaio – Pakistan: è rapito e assassinato il giornalista statunitense Daniel Pearl.
- 25 gennaio – Wikipedia passa al software PHP.
- 27 gennaio – Nigeria: a Lagos, nell'esplosione di un deposito di munizioni, muoiono oltre 1.000 persone.
- 30 gennaio
  - Nel discorso sullo stato dell'Unione, il presidente George W. Bush definisce Iran, Iraq e Corea del Nord "asse del male".
  - Nel villaggio di Montroz, nel comune di Cogne in Valle d'Aosta, ha luogo il famoso caso del Delitto di Cogne.

### Febbraio
- 5 febbraio – Porto Alegre, Brasile: si conclude il secondo Forum Sociale Mondiale.
- 6 febbraio – giubileo d'oro di Elisabetta II del Regno Unito.
- 8 febbraio
  - Salt Lake City, USA: si aprono i XIX Giochi olimpici invernali che finiranno il 20 febbraio.
  - Algeria, Si conclude la guerra civile con la vittoria del governo algerino.
- 9 febbraio – Londra: muore per le conseguenze di un ictus, la principessa Margaret, contessa di Snowdon.
- 12 febbraio
  - Entra in vigore il protocollo ONU per la messa al bando del fenomeno degli oltre 300.000 bambini-soldato.
  - Ha inizio all'Aja il processo all'ex presidente jugoslavo Slobodan Milošević, accusato di crimini contro l'umanità in Kosovo e di atrocità in Croazia e in Bosnia ed Erzegovina.
- 14 febbraio – Stati Uniti: l'indice della Borsa di New York (Dow Jones) torna sopra i 10.000 punti.
- 17 febbraio – Nepal: i guerriglieri maoisti attaccano i militari e gli uffici del governo: 150 i morti. Nella rivolta, in atto dal 1996, moriranno, in tutto l'anno, oltre 6.000 persone.
- 18 febbraio – Italia: per la rinuncia di molte case automobilistiche è annullata, a Torino, la 69ª edizione del Salone internazionale dell'auto.
- 20 febbraio – Salt Lake City: ai XIX Giochi olimpici invernali, Vonetta Flores, frenatrice del bob USA, è il primo atleta di colore in assoluto a vincere un oro.
- 22 febbraio – Sri Lanka: dopo 30 anni di guerra e oltre 64.000 morti viene raggiunto un accordo tra governo e Tigri Tamil per un cessate il fuoco.
- 27 febbraio – hanno inizio i lavori della Convenzione europea per varare la riforma delle istituzioni dell'Unione.
- 28 febbraio – in Italia ultimo giorno di corso legale della lira italiana per l'entrata in vigore dell'euro.

### Marzo
- 1º marzo
  - Nel Gujarat, in India, in violenti scontri tra indù e musulmani muoiono, in dieci giorni, oltre 700 persone.
  - Europa: finisce, nei 12 Paesi facenti parte dell'Europa, la doppia circolazione tra Euro e valute nazionali. Queste ultime non hanno più corso legale.
- 2 marzo – Afghanistan: gli Stati Uniti fanno scattare l'Operazione Anaconda contro postazioni di al-Qāʿida.
- 6 marzo – Irlanda: con una esigua maggioranza di voti nel referendum, viene respinto l'emendamento per rendere illegale l'aborto per le donne in pericolo di vita.
- 7 marzo – Italia: oltre 50 morti in un naufragio di una nave con migranti al largo di Lampedusa.
- 9 marzo
  - Italia/Francia: riapre il traforo del Monte Bianco; era rimasto chiuso per 3 anni a causa dell'incendio del 24 marzo 1999 che aveva provocato 40 vittime.
  - Sanremo: Alla 52ª edizione del Festival della Canzone Italiana vincono i Matia Bazar con Messaggio d'amore.
- 11 marzo – Zimbabwe: Robert Mugabe, presidente dal 1987, viene rieletto Capo dello Stato.
- 14 marzo – Serbia: Serbia e Montenegro è il nome dello Stato che sostituirà, entro gennaio 2003, la Federazione jugoslava.
- 16 marzo – Colombia: l'arcivescovo di Cali, Isaias Duarte, viene ucciso davanti ad una chiesa. Dell'omicidio sono sospettate le Farc 17.
- 19 marzo – Italia: l'economista e consulente del ministero del Lavoro Marco Biagi viene assassinato a Bologna dalle Brigate Rosse.
- 22 marzo – Italia: il sottosegretario alla Cultura Vittorio Sgarbi, invitato al Salone del libro di Parigi, viene duramente contestato da giovani italiani e francesi e snobbato dal ministro della Cultura, Catherine Tasca e reagisce. Il Governo italiano ritira la sua delegazione dal Salone.
- 23 marzo – Roma: manifestazione nazionale della CGIL contro le modifiche del governo all'articolo 18 dello Statuto dei lavoratori: si stima che la partecipazione sfiori quota tre milioni di persone.
- 25 marzo
  - Nigeria: la Corte di appello islamica dello Stato di Sokoto, nel Nord del paese (dove vige dal 2000 la legge islamica) assolve Safiya Husaini. Il 9 ottobre del 2001 Safiya, 35 anni, era stata condannata in primo grado a morte mediante lapidazione per adulterio, avendo messo al mondo una figlia fuori dal matrimonio. La vicenda aveva suscitato proteste ed esecrazione in tutto il mondo. Davanti alla Corte di appello, la donna si è difesa dicendo di aver avuto la bambina, Adama, dal suo terzo e ultimo marito.
  - Afghanistan: una scossa di magnitudo 5.8 colpisce il nord-est del paese causando oltre mille morti.
- 27 marzo – Israele: a Netanya un terrorista si fa esplodere in un hotel e causa la morte di 28 persone.
- 28 marzo – Palestina: ha inizio l'operazione israeliana "Muraglia di difesa" nei territori occupati: fino al dicembre 2002 rimarranno uccisi oltre 2.050 palestinesi e 680 israeliani.

### Aprile
- 1º aprile – Paesi Bassi: entra in vigore la legge sul diritto all'eutanasia.
- 3 aprile – inizio del Massacro di Jenin durante la Seconda Intifada
- 11 aprile
  - Tunisia: un camion esplode vicino alla sinagoga di Djerba provocando 19 morti, dei quali 14 turisti tedeschi. L'atto terroristico è rivendicato da al-Qāʿida.
  - Dopo la ratifica di 66 paesi, entra in vigore la Corte penale internazionale dell'ONU.
  - Italia: Gaetano Badalamenti viene condannato all'ergastolo per l'omicidio di Peppino Impastato.
- 12 aprile – Venezuela: in seguito ad un colpo di Stato il presidente Hugo Chávez è costretto alle dimissioni. Dopo le manifestazioni di massa in suo favore il 14 aprile verrà reintegrato nel suo incarico.
- 17 aprile – al-Qāʿida rivendica in un video gli attentati dell'11 settembre alle Torri gemelle di New York.
- 18 aprile
  - Afghanistan: dopo 29 anni di esilio a Roma, rientra a Kabul l'ex re Zahir Scià.
  - Milano: Gino Fasulo fa schiantare il suo aereo da turismo contro il grattacielo Pirelli causando la sua morte e quella di due donne che erano nell'edificio.
  - Sofia: L'allora presidente del Consiglio Silvio Berlusconi, durante il dibattito politico, lancia alcune accuse nei confronti dei giornalisti Enzo Biagi, Michele Santoro e il comico Daniele Luttazzi, affermando che loro avevano fatto un uso criminoso da parte della televisione pubblica e afferma anche che sia un preciso dovere da parte della dirigenza Rai di non permettersi più che questo avvenga. Quindi questa dichiarazione viene chiamata Editto bulgaro, che porta Biagi, Santoro e Luttazzi al licenziamento dalla Rai e alla cancellazione dei loro programmi.
- 21 aprile
  - Francia: il premier e leader socialista francese Lionel Jospin non supera il primo turno delle elezioni presidenziali e annuncia il ritiro dalla politica.
  - Roma: viene inaugurato l'Auditorium Parco della Musica, progettato dall'architetto Renzo Piano, realizzato per ospitare eventi musicali e culturali di varie tipologie.
- 23 aprile – Alessandria d'Egitto è Capitale mondiale del libro per un anno.
- 26 aprile – Germania: in un liceo di Erfurt, in Turingia, un ex studente uccide 13 professori, due studenti, un poliziotto e infine si suicida.

### Maggio
- 2 maggio – Palestina: il presidente palestinese Yasser Arafat esce per la prima volta dal suo quartier generale di Ramallah, posto sotto assedio dalle truppe israeliane dal 3 dicembre.
- 6 maggio – Birmania: è liberata il premio Nobel per la pace e dissidente Aung San Suu Kyi, da 19 mesi agli arresti domiciliari.
- 20 maggio – Timor Est  dichiara ufficialmente l'indipendenza dall'Indonesia.
- 21 maggio – Italia: dopo gli incidenti in occasione del G8 del 20-22 luglio 2001, la Procura della Repubblica di Genova emette 48 avvisi di garanzia contro altrettanti poliziotti per le violenze alla scuola Diaz.
- 24 maggio – Russia: Vladimir Putin e George W. Bush firmano al Cremlino un trattato sulla riduzione dei rispettivi armamenti nucleari strategici.
- 25 maggio – la Lettonia vince l'Eurovision Song Contest, ospitato a Tallinn, Estonia.
- 26 maggio – Colombia: il candidato indipendente di destra Álvaro Uribe Vélez è eletto Presidente. Il 7 agosto a Bogotà un attentato durante la cerimonia del suo insediamento causerà 21 morti.

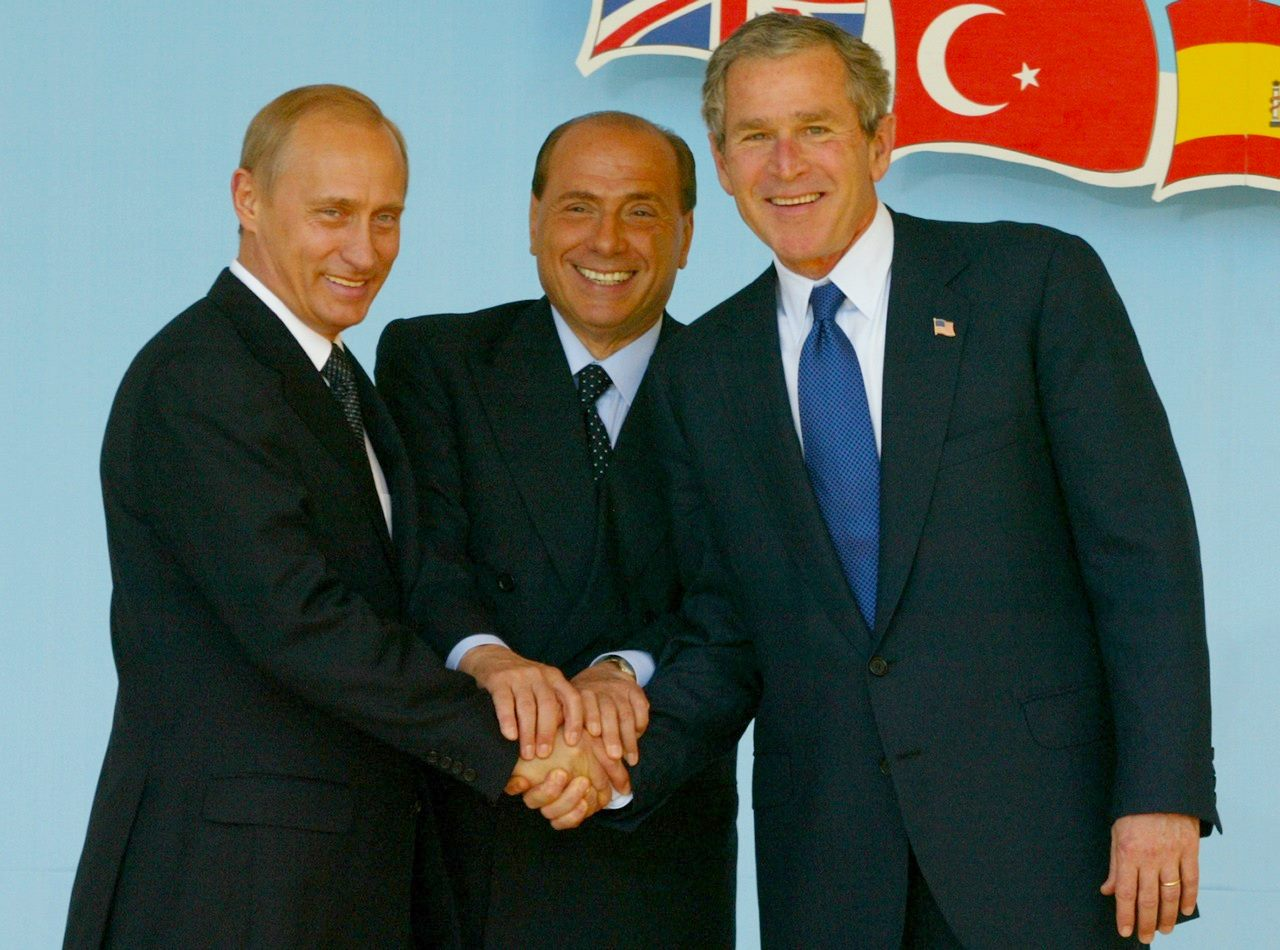
Il vertice di Pratica di Mare (Roma), da sinistra Putin, Berlusconi e Bush

- 28 maggio – NATO: al vertice di Pratica di Mare (Roma), presso la base aerea, viene adottata la Dichiarazione del vertice di Roma,[2] che dà vita al "Consiglio a 20" con la Russia. L'incontro Nato-Russia segna il definitivo superamento delle alleanze uscite dalla seconda guerra mondiale. Il Segretario generale della Nato, George Robertson, viene eletto primo Presidente del Consiglio a 20.
- 30 maggio – Italia: sono confermate in appello le condanne a 16 anni di carcere per Erika e a 14 per Omar, accusati del duplice omicidio di Novi Ligure.
- 31 maggio – inizia il Campionato mondiale di calcio in Giappone e Corea del Sud. Nella partita inaugurale, a Seul, la Francia è battuta per 1-0 dal Senegal.

### Giugno
- 2 giugno – Paolo Savoldelli vince il Giro d'Italia.
- 4 giugno – California, USA: gli astronomi Chad Trujillo e Mike Brown scoprono Quaoar al California Institute of Technology. La scoperta verrà annunciata al pubblico il 7 ottobre ad un convegno dell'American Astronomical Society.
- 11 giugno
  - Afghanistan: si apre a Kabul la Loya Jirga ("Grande assemblea" in lingua pashtu), il consiglio che riunisce tutti i capi tribù della nazione. Il 13 giugno verrà eletto presidente pro-tempore Hamid Karzai. Rimarrà in carica per 18 mesi. La Loya Girga si chiuderà il 19 giugno.
  - Italia: il governo cancella il debito esigibile dal Mozambico.
  - Stati Uniti: Il Congresso riconosce ufficialmente l’invenzione del telefono ad Antonio Meucci.
- 13 giugno – a Roma, al II vertice mondiale dell'alimentazione, è sottoscritto l'impegno a ridurre da 800 a 400 milioni il numero di coloro che soffrono la fame nel mondo entro il 2015.
- 16 giugno
  - Francia: l'Unione per un Movimento Popolare, il partito di Jacques Chirac, ottiene la maggioranza assoluta dei seggi alla nuova Assemblea nazionale (parlamento).
  - Città del Vaticano: è proclamato santo Padre Pio da Pietrelcina. Si festeggerà il 23 settembre che è il giorno della morte del frate con le stigmate, avvenuta il 23 settembre 1968.
- 26 giugno – Roma: al processo d'appello per gli omicidi di Ilaria Alpi e Miran Hrovatin, la pena per Hashi Omar Hassan è ridotta dall'ergastolo a 26 anni di carcere.
- 27 giugno – al vertice di Kananaskis, in Canada, la Russia entra a pieno titolo nel G8.
- 30 giugno – Yokohama: il Brasile sconfigge la Germania nella finale dei Mondiali con una doppietta di Ronaldo, capocannoniere del torneo, e si aggiudica la Coppa del Mondo per la quinta volta.

### Luglio
- 1º luglio – il volo 2937 della compagnia aerea Bashkirian Airlines (Tupolev Tu-154) si scontra con un Boeing 757 cargo DHL sui cieli di Überlingen, nel sud della Germania, uccidendo 71 persone.
- 2 luglio – Stati Uniti: Steve Fossett è il primo uomo al mondo a compiere da solo il giro della terra in mongolfiera.
- 9 luglio – Durban: viene fondata l'Unione africana.
- 11 luglio – la rivista Nature presenta ufficialmente i resti fossili di una nuova specie di ominidi, Sahelanthropus tchadensis, o più familiarmente "Toumaï", scoperta in Ciad.
- 14 luglio – Francia: a Parigi, mentre si celebra la Presa della Bastiglia un uomo spara, senza raggiungere l'obiettivo, al presidente Jacques Chirac.
- 15 luglio – l'euro riaggancia la parità con il dollaro e la supera con una quotazione di 1,0087.
- 16 luglio
  - Italia: approvata la legge costituzionale che consente il ritorno dei Savoia.
  - Italia: il Senato approva la legge Bossi-Fini sull'immigrazione.
- 18 luglio – Grecia: la polizia arresta Alexandros Ghiotopoulos, presunto capo dell'organizzazione terroristica 17 novembre.
- 19 luglio – Sudan: le autorità di governo e il Movimento di Liberazione del Popolo del Sudan firmano un accordo ponendo fine alla guerra civile che dura da 19 anni e che ha già provocato quattro milioni di morti.
- 21 luglio
  - Stati Uniti: in un tribunale di New York il colosso delle telecomunicazioni Worldcom annuncia la richiesta di bancarotta.
  - Michael Schumacher vince il Gran Premio di Francia di Formula 1 e conquista il suo quinto titolo mondiale, eguagliando il record assoluto dell'argentino Juan Manuel Fangio.
- 23 luglio – Unione europea: dopo 50 anni scade il trattato CECA e la Comunità Europea del Carbone e dell'Acciaio viene inglobata nell'Unione Europea.
- 30 luglio – Stati Uniti: dopo gli scandali dei gruppi finanziari Enron e Worldcom, George W. Bush firma la cosiddetta "legge anti-mele marce", contro i manager disonesti.

### Agosto
- 2 agosto – Turchia: il Parlamento vota a favore dell'abolizione della pena di morte in tempo di pace.
- 12 agosto – un'ondata di maltempo colpisce per una settimana alcuni paesi dell'Europa centro-orientale, seminando distruzioni e morti.
- 19 agosto
  - Cecenia: guerriglieri ceceni abbattono un elicottero militare russo nei pressi di Khankala, causando la morte di 118 soldati.
  - Una Corte d'appello islamica, nel nord della Nigeria, conferma la condanna a morte per lapidazione di Amina Lawal, una donna di 30 anni accusata di adulterio.
- 24 agosto – presentato il sistema operativo Mac OS X Jaguar.
- 25 agosto – Francia: l'autorità giudiziaria accoglie la richiesta di estradizione dell'Italia per l'ex brigatista rosso Paolo Persichetti.
- 26 agosto – Spagna: il giudice Baltasar Garzón sospende le attività di Batasuna, considerato braccio politico dell'Eta.

### Settembre
- 4 settembre – si conclude a Johannesburg il vertice dell'ONU sullo sviluppo sostenibile e l'adesione al Protocollo di Kyōto.
- 10 settembre – la Svizzera entra ufficialmente a far parte dell'ONU.
- 11 settembre – tra Italia e Francia viene stipulato un accordo sull'estradizione degli ex terroristi rifugiati in Francia.
- 19 settembre
  - Germania: alle elezioni politiche, il Partito socialdemocratico del cancelliere Gerhard Schroeder ed i suoi alleati Verdi superano con un lieve scarto di voti la Cdu-Csu di Edmund Stoiber e dei liberali. Schroeder è dunque confermato Cancelliere della Germania.
  - Palestina: a Ramallah, dopo un ennesimo attentato, l'esercito israeliano assedia nuovamente, per dieci giorni, il quartier generale di Arafat che viene quasi completamente distrutto.
  - Senegal: nel naufragio del traghetto Le Joola perdono la vita oltre 1.800 persone.
- 28 settembre – il trottatore Varenne corre la sua ultima gara.

### Ottobre
- 3 ottobre – Turchia: il Tribunale per la sicurezza dello Stato trasforma in ergastolo la pena di morte inflitta al leader curdo Abdullah Öcalan.
- 4 ottobre
  - Stati Uniti: la Philip Morris è condannata a pagare 145 milioni di dollari alla vedova di un fumatore morto di cancro.
  - Desirée Piovanelli, 14 anni, scomparsa a Leno in provincia di Brescia il 28 settembre, viene ritrovata cadavere in una cascina disabitata. Sono arrestati tre adolescenti e Giovanni Erra, di 36 anni.
- 6 ottobre – Josemarìa Escrivà de Balaguer, fondatore dell'Opus Dei, è proclamato santo da Papa Giovanni Paolo II.
- 9 ottobre – Italia: la FIAT presenta ai sindacati un piano per superare la crisi. Previste la richiesta di stato di crisi e la cassa integrazione a zero ore per un anno o la mobilità per 8.100 lavoratori.
- 12 ottobre – Indonesia: in un attentato a Bali, nell'isola di Giava, perdono la vita 190 persone tra i quali molti turisti. Tra i sospettati dagli inquirenti c'è anche la rete islamica Jemaah Islamiyah.
- 15 ottobre
  - Stati Uniti: la General Motors azzera il valore della sua partecipazione in FIAT Auto.

Elezioni presidenziali in Brasile

  - Elezioni presidenziali in BrasileChieri (TO): Mauro Antonello, 40 anni, uccide la ex moglie, alcuni familiari di lei e alcuni vicini di casa, causando in tutto sette morti.
- 16 ottobre – ad Alessandria d'Egitto viene inaugurata la Bibliotheca Alexandrina, in ricordo della mitica biblioteca anticamente distrutta.Vladimir Putin incontra sopravvissuti alla crisi del teatro Dubrovka

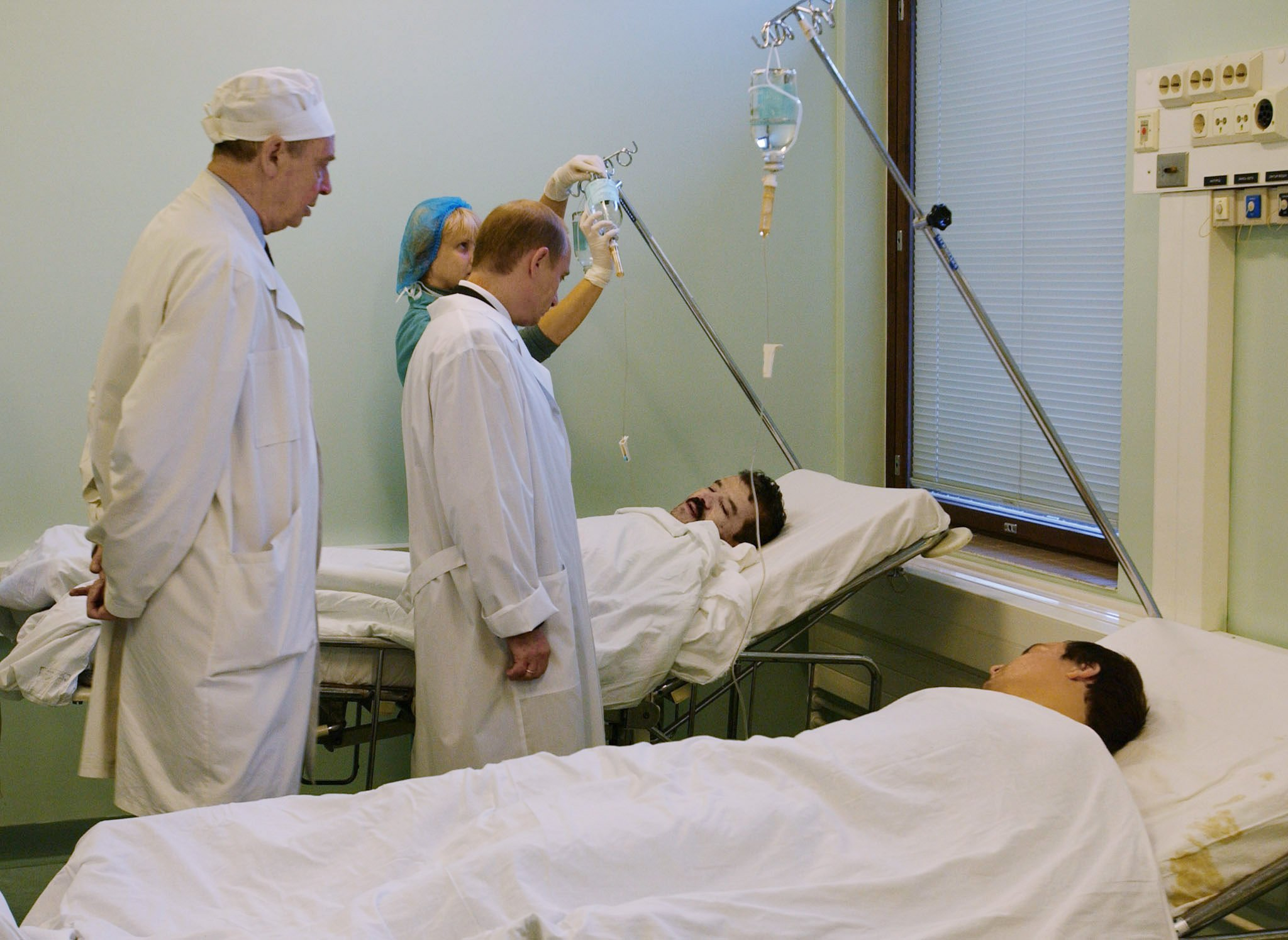
Vladimir Putin incontra sopravvissuti alla crisi del teatro Dubrovka

- 18 ottobre – Italia: i sindacati promuovono uno sciopero generale nazionale di 8 ore contro le modifiche all'art. 18 dello Statuto dei lavoratori.
- 23 ottobre – Russia: con un'azione militare rivendicata dal leader ceceno Šamil' Basaev, 41 guerriglieri ceceni si impadroniscono del teatro Dubrovka di Mosca e prendono in ostaggio più di 800 persone. Tre giorni dopo un blitz delle forze speciali russe libera il teatro moscovita uccidendo tutti i guerriglieri, ma provocando la morte anche di 129 ostaggi, a causa dei gas usati per immobilizzare i guerriglieri.
- 24 ottobre – Stati Uniti: dopo una caccia durata tre settimane, la polizia arresta i due cecchini responsabili dell'uccisione di 10 persone e del ferimento di altre quattro a Washington e dintorni.
- 27 ottobre
  - Brasile: Luiz Inácio Lula da Silva, detto Lula, candidato del Partito dei lavoratori, è eletto Presidente del Brasile con il 61% dei voti.
  - L'Etna riprende la sua attività dopo 15 mesi di tregua.
- 30 ottobre – Italia: la Corte di Cassazione annulla senza rinvio la condanna del giudice Corrado Carnevale. Era stato accusato di corruzione in atti giudiziari in relazione all'annullamento di alcune sentenze di condanna verso i boss mafiosi e per questo soprannominato "ammazzasentenze".
- 31 ottobre
  - Le scosse di un violento terremoto in Molise dell'8º grado della scala Mercalli causano il crollo di una scuola a San Giuliano di Puglia (CB), uccidendo 27 scolari e un'insegnante. Altre due persone muoiono in paese.
  - Scott Sheppard scopre Arche (satellite di Giove).

### Novembre
- 3 novembre – Turchia: alle elezioni politiche il partito islamico moderato Giustizia e sviluppo (Akp) di Recep Tayyip Erdoğan (ex sindaco di Istanbul) ottiene una schiacciante vittoria e conquista la maggioranza assoluta dei seggi (363 su 550) all'Assemblea nazionale.
- 5 novembre – Stati Uniti: nelle elezioni di medio mandato, dove si elegge la nuova Camera e un terzo del Senato, i Repubblicani mantengono il controllo della Camera e riconquistano la maggioranza al Senato.
- 6 novembre – Iran: l'intellettuale Hachem Aghajari è condannato a morte dal Tribunale di Hamedan per aver offeso e aver messo in discussione i dogmi della religione di Maometto. Era stato arrestato in agosto per aver pronunciato un discorso in cui plaudiva al «rinnovamento» dell'Islam e sosteneva che «i musulmani non dovevano supinamente seguire gli ordini di un capo religioso»
- 8 novembre
  - Nazioni Unite: il Consiglio di sicurezza emana la Risoluzione ONU 1441 riguardante il disarmo dell'Iraq.
  - Cina: al XVI Congresso del Partito comunista, il segretario generale Jiang Zemin viene sostituito da Hu Jintao, esponente di una nuova generazione di dirigenti.
- 9 novembre – Firenze: migliaia di persone partecipano ad una manifestazione pacifica che conclude l'assise del Social forum europeo.
- 13 novembre – Iraq/Nazioni Unite: l'Iraq accetta la Risoluzione ONU 1441 due giorni prima della scadenza dell'ultimatum.
- 14 novembre – Italia: Papa Giovanni Paolo II visita il Parlamento italiano.
- 18 novembre – Italia: il senatore Giulio Andreotti viene condannato a 24 anni di carcere al processo per l'omicidio del giornalista Mino Pecorelli. I suoi legali annunciano il ricorso in appello.
- 19 novembre – Spagna: la petroliera Prestige, con 77.000 tonnellate di combustibile, naufraga al largo della Galizia inquinando oltre 500 chilometri di costa.
- 20 novembre – Nigeria: un articolo sull'elezione di Miss Mondo, giudicato blasfemo, provoca violenti scontri e 215 morti. Il concorso viene spostato dalla capitale Abuja a Londra.
- 21-22 novembre – al summit di Praga la NATO discute l'ammissione di sette paesi ex-comunisti: Bulgaria, Estonia, Lettonia, Lituania, Romania, Slovacchia e Slovenia. I paesi invitati ai negoziati si aspettano di essere ammessi a partire dal 2004.
- 23 novembre – Italia: si svolge la seconda edizione del Linux Day in 69 città sparse su tutto il territorio nazionale.
- 24 novembre – Austria: alle elezioni anticipate vince con il 42,3% l'ÖVP (Österreichische Volkspartei, popolare conservatore) di Wolfgang Schuessel. Il FPÖ (Freiheitliche Partei Österreichs, nazionalista) di Jörg Haider esce fortemente ridimensionato e diventa il terzo partito, superato anche dal Partito Socialdemocratico.
- 25 novembre – Stati Uniti: il presidente statunitense George W. Bush firma la legge che istituisce l'Agenzia contro il terrorismo e nomina Tom Ridge a capo del Dipartimento per la sicurezza interna.
- 28 novembre – Kenya: a Mombasa un attentato suicida in un hotel provoca la morte di 16 persone. Dopo il decollo da Mombasa, due missili mancano un aereo della compagnia israeliana Arkya. L'8 dicembre al-Qāʿida rivendica gli attentati.
- 30 novembre – Italia: al secondo processo d'appello per l'omicidio di Marta Russo, Scattone (6 anni), Ferraro (4 anni) e Liparota (2 anni), vengono nuovamente condannati.

### Dicembre
- 1º dicembre
  - Giornata mondiale contro l'AIDS. L'epidemia nel 2002 ha causato la morte di oltre 3 milioni di persone.
  - Il premier della Slovenia, Janez Drnovšek è eletto Presidente della repubblica. L'11 Anton Rop assumerà la carica di premier. Entrambi appartengono al Partito liberaldemocratico (LDS).
  - La Russia vince la sua prima Coppa Davis, battendo in finale la Francia.
- 2 dicembre – Venezuela: si svolge il quarto sciopero generale in meno di un anno contro il presidente Hugo Chávez.
- 5 dicembre – Italia: il Governo prende atto del mancato accordo FIAT-sindacati e autorizza le procedure di cassa integrazione.
- 7 dicembre – le autorità irachene consegnano all'ONU la dichiarazione sulle armi di distruzione di massa. Nel rapporto l'Iraq riafferma che il Paese non dispone di tali armi.
- 11 dicembre – it.wiki supera le 500 pagine ed entra nella classifica delle top ten, le 10 versioni internazionali di Wikipedia più attive.
- 12 dicembre – il governo della Corea del Nord annuncia che intende riattivare le installazioni nucleari fermate dopo l'accordo del 1994.
- 13 dicembre
  - A Copenaghen viene deciso l'allargamento dell'Unione Europea a dieci nuovi membri: Polonia, Slovenia, Ungheria, Malta, Cipro, Lettonia, Estonia, Lituania, Repubblica Ceca, Repubblica Slovacca. L'allargamento diverrà effettivo il 1º maggio 2004.
  - Italia: viene arrestato a Napoli il presunto brigatista Michele Pegna.
- 18 dicembre – Italia: è approvato definitivamente dal Senato l'articolo 41 bis sul regime carcerario speciale per mafiosi e terroristi.
- 24 dicembre
  - Italia: Vittorio Emanuele di Savoia è ricevuto in Vaticano.
  - Cina: viene rimesso in libertà il dissidente Xu Wenli.
- 30 dicembre – Italia: l'isola di Stromboli è colpita da una forte eruzione, con conseguente maremoto. Il giorno successivo la popolazione viene evacuata.
- 31 dicembre – Cina: viene inaugurato il primo tratto ferroviario (30 km) ad alta velocità. La velocità massima raggiunta è di 430 km/h.

## Sport
- 8 febbraio – si svolsero a Salt Lake City (USA) i giochi olimpici invernali.
- 7 aprile – inizia il Motomondiale 2002, che segna l'esordio della MotoGP, in sostituzione della storica classe 500.
- 31 maggio – si svolse il diciottesimo Campionato mondiale di calcio in Corea del Sud e Giappone; si concluse il 30 giugno con la vittoria del Brasile sulla Germania per 2-0.
- 31 ottobre - viene disputata la partita AS Adema-SO de l'Emyrne che detiene il record di partita di calcio ufficiale con più goal segnati della storia.

## Nati
Ci sono circa 2 420 voci su persone nate nel 2002; vedi la pagina Nati nel 2002 per un elenco descrittivo o la categoria Nati nel 2002 per un indice alfabetico.

## Morti
Ci sono circa 1 590 voci su persone morte nel 2002; vedi la pagina Morti nel 2002 per un elenco descrittivo o la categoria Morti nel 2002 per un indice alfabetico.

## Calendario
| Calendario 2002 | Calendario 2002 | Calendario 2002 | Calendario 2002 | Calendario 2002 | Calendario 2002 | Calendario 2002 | Calendario 2002 | Calendario 2002 | Calendario 2002 | Calendario 2002 | Calendario 2002 | Calendario 2002 | Calendario 2002 | Calendario 2002 | Calendario 2002 | Calendario 2002 | Calendario 2002 | Calendario 2002 | Calendario 2002 | Calendario 2002 | Calendario 2002 | Calendario 2002 | Calendario 2002 | Calendario 2002 | Calendario 2002 | Calendario 2002 | Calendario 2002 | Calendario 2002 | Calendario 2002 | Calendario 2002 | Calendario 2002 | Calendario 2002 |
| --------------- | --------------- | --------------- | --------------- | --------------- | --------------- | --------------- | --------------- | --------------- | --------------- | --------------- | --------------- | --------------- | --------------- | --------------- | --------------- | --------------- | --------------- | --------------- | --------------- | --------------- | --------------- | --------------- | --------------- | --------------- | --------------- | --------------- | --------------- | --------------- | --------------- | --------------- | --------------- | --------------- |
|                 | 1               | 2               | 3               | 4               | 5               | 6               | 7               | 8               | 9               | 10              | 11              | 12              | 13              | 14              | 15              | 16              | 17              | 18              | 19              | 20              | 21              | 22              | 23              | 24              | 25              | 26              | 27              | 28              | 29              | 30              | 31              |                 |
| Gennaio         | Ma              | Me              | Gi              | Ve              | Sa              | Do              | Lu              | Ma              | Me              | Gi              | Ve              | Sa              | Do              | Lu              | Ma              | Me              | Gi              | Ve              | Sa              | Do              | Lu              | Ma              | Me              | Gi              | Ve              | Sa              | Do              | Lu              | Ma              | Me              | Gi              |                 |
| Febbraio        | Ve              | Sa              | Do              | Lu              | Ma              | Me              | Gi              | Ve              | Sa              | Do              | Lu              | Ma              | Me              | Gi              | Ve              | Sa              | Do              | Lu              | Ma              | Me              | Gi              | Ve              | Sa              | Do              | Lu              | Ma              | Me              | Gi              |                 |                 |                 |                 |
| Marzo           | Ve              | Sa              | Do              | Lu              | Ma              | Me              | Gi              | Ve              | Sa              | Do              | Lu              | Ma              | Me              | Gi              | Ve              | Sa              | Do              | Lu              | Ma              | Me              | Gi              | Ve              | Sa              | Do              | Lu              | Ma              | Me              | Gi              | Ve              | Sa              | Do              |                 |
| Aprile          | Lu              | Ma              | Me              | Gi              | Ve              | Sa              | Do              | Lu              | Ma              | Me              | Gi              | Ve              | Sa              | Do              | Lu              | Ma              | Me              | Gi              | Ve              | Sa              | Do              | Lu              | Ma              | Me              | Gi              | Ve              | Sa              | Do              | Lu              | Ma              |                 |                 |
| Maggio          | Me              | Gi              | Ve              | Sa              | Do              | Lu              | Ma              | Me              | Gi              | Ve              | Sa              | Do              | Lu              | Ma              | Me              | Gi              | Ve              | Sa              | Do              | Lu              | Ma              | Me              | Gi              | Ve              | Sa              | Do              | Lu              | Ma              | Me              | Gi              | Ve              |                 |
| Giugno          | Sa              | Do              | Lu              | Ma              | Me              | Gi              | Ve              | Sa              | Do              | Lu              | Ma              | Me              | Gi              | Ve              | Sa              | Do              | Lu              | Ma              | Me              | Gi              | Ve              | Sa              | Do              | Lu              | Ma              | Me              | Gi              | Ve              | Sa              | Do              |                 |                 |
| Luglio          | Lu              | Ma              | Me              | Gi              | Ve              | Sa              | Do              | Lu              | Ma              | Me              | Gi              | Ve              | Sa              | Do              | Lu              | Ma              | Me              | Gi              | Ve              | Sa              | Do              | Lu              | Ma              | Me              | Gi              | Ve              | Sa              | Do              | Lu              | Ma              | Me              |                 |
| Agosto          | Gi              | Ve              | Sa              | Do              | Lu              | Ma              | Me              | Gi              | Ve              | Sa              | Do              | Lu              | Ma              | Me              | Gi              | Ve              | Sa              | Do              | Lu              | Ma              | Me              | Gi              | Ve              | Sa              | Do              | Lu              | Ma              | Me              | Gi              | Ve              | Sa              |                 |
| Settembre       | Do              | Lu              | Ma              | Me              | Gi              | Ve              | Sa              | Do              | Lu              | Ma              | Me              | Gi              | Ve              | Sa              | Do              | Lu              | Ma              | Me              | Gi              | Ve              | Sa              | Do              | Lu              | Ma              | Me              | Gi              | Ve              | Sa              | Do              | Lu              |                 |                 |
| Ottobre         | Ma              | Me              | Gi              | Ve              | Sa              | Do              | Lu              | Ma              | Me              | Gi              | Ve              | Sa              | Do              | Lu              | Ma              | Me              | Gi              | Ve              | Sa              | Do              | Lu              | Ma              | Me              | Gi              | Ve              | Sa              | Do              | Lu              | Ma              | Me              | Gi              |                 |
| Novembre        | Ve              | Sa              | Do              | Lu              | Ma              | Me              | Gi              | Ve              | Sa              | Do              | Lu              | Ma              | Me              | Gi              | Ve              | Sa              | Do              | Lu              | Ma              | Me              | Gi              | Ve              | Sa              | Do              | Lu              | Ma              | Me              | Gi              | Ve              | Sa              |                 |                 |
| Dicembre        | Do              | Lu              | Ma              | Me              | Gi              | Ve              | Sa              | Do              | Lu              | Ma              | Me              | Gi              | Ve              | Sa              | Do              | Lu              | Ma              | Me              | Gi              | Ve              | Sa              | Do              | Lu              | Ma              | Me              | Gi              | Ve              | Sa              | Do              | Lu              | Ma              |                 |

## Premi Nobel
In quest'anno sono stati conferiti i seguenti Premi Nobel:
- per la Pace: Jimmy Carter
- per la Letteratura: Imre Kertész
- per la Medicina: Sydney Brenner, H. Robert Horvitz, John E. Sulston
- per la Fisica: Raymond Davis Jr., Riccardo Giacconi, Masatoshi Koshiba
- per la Chimica: John B. Fenn, Kōichi Tanaka, Kurt Wüthrich
- per l'Economia: Daniel Kahneman, Vernon L. Smith